# Phanetta subterranea
Phanetta subterranea är en spindelart som först beskrevs av James Henry Emerton 1875.  Phanetta subterranea ingår i släktet Phanetta och familjen täckvävarspindlar. Inga underarter finns listade i Catalogue of Life.